# Blaue Hefte
Blaue Hefte (Originaltitel Les Cahiers bleus) ist ein Fernsehfilm von Serge Leroy aus dem Jahre 1991. Die Vorlage war der Roman Le Bleu d'outre-tombe von René-Jean Clot. 

## Handlung
Odile Langlois, eine junge Frau, ist die neue Lehrerin in der 4. Klasse der Schule in einer französischen Kleinstadt. Schon wie sie sich mit den Kindern bekannt macht, zeigt ihren neuen pädagogischen Stil. Sie nimmt die Kinderpersönlichkeiten ernst, versucht nicht, Lehrstoff einzupauken, sondern die Kinder mit Musik, Lyrik und Malen zu motivieren. Zeichen dafür sind die Blauen Hefte, von ihr selbst gebundene Malhefte, in die die Kinder nur Schönes eintragen sollen. Als ihr älterer Kollege Georges Fraipoint, der Lehrer der 5. Klasse, einen „schlechten Schüler“ im Lehrerzimmer durch Allgemeinbildungsfragen vorführt, sagt sie ihm, dass er Fangfragen gestellt habe und eine kleinbürgerliche Pädagogik praktiziere. Nicht nur durch ihre klare Haltung, auch durch ihr zurückgezogenes Wesen erregt sie bald  Ablehnung und Missgunst. Als Fraiport zufällig erfährt, dass Odile einmal in einer psychiatrischen Heilanstalt gesehen wurde, nutzt er das, um sie als „verrückt“ zu denunzieren. Der Direktor geht dem nach und erfährt von dem schrecklichen Schicksalsschlag: Odile hatte bei einem Verkehrsunfall in Gabun, an dem sie schuld war, ihren Mann und ihre Tochter verloren. Er begreift ihre Situation. Das sehr gute Verhältnis der Kinder zu ihr, das in einer außergewöhnlichen Ballett- und Gesangsaufführung zur Weihnachtsfeier auch den Eltern offenbar wird, sagt ihm, dass sie eine sehr gute Lehrerin ist.
Aber Odile stößt mit ihrem Stil immer wieder an die kleinbürgerlichen Grenzen dieser Stadt. Als sie, der ihr Verdienst recht gleichgültig ist, darüber mit ihrer Klasse spricht, löst sie aus, dass Kinder nach dem Verdienst ihrer Eltern fragen. Die Reicheren, unter ihnen der Apotheker Lanoselle, auch Vorsitzender der Elternvertretung, laufen dagegen Sturm. Schließlich ist das Einkommen das bestgehütete Geheimnis in der Kleinstadt mit ihren diffizilen Konkurrenzstrukturen. Auch als einige Jungen die Wunden des toten Soldaten in ihrer Zeichnung nach dem Gedicht von Arthur Rimbaud Der Schläfer im Tal mit Blutstropfen rot färben, versucht der Apotheker das zum Grund zu nehmen, um die Lehrerin aus der Schule werfen zu lassen. Erst als bei einem Schulausflug ein Junge durchdreht und in einen Bach läuft, alle Kinder hinterher, und dabei beinahe ein Mädchen zu Tode kommt, haben ihre Feinde unter den Lehrern und Eltern erreicht, dass Odile zwangsbeurlaubt wird. Odile versucht sich das Leben zu nehmen: Sie fühlt sich  unnütz ohne die Kinder. Doch die Kinder ihrer Klasse rücken vor dem neuen Lehrer aus und gehen ins Krankenhaus zu ihr. Sie wollen, dass sie bei ihnen bleibt.

## Produktion
Der Fernsehfilm wurde von der Firma Progéfi in Frankreich produziert und 1991 veröffentlicht. Die Erstaufführung in deutscher Sprache lief am 8. November 1999 im ORF 2.

## Synchronisation
Für die deutschsprachige Synchronisation hatte Horst Geisler Dialogbuch und -regie.
| Rolle               | Schauspieler             | Synchronsprecher   |
| ------------------- | ------------------------ | ------------------ |
| Odile Langlois      | Évelyne Bouix            | Susanne von Medvey |
| Direktor            | Jean Carmet              | Herbert Weicker    |
| Georges Fraipoint   | Michel Duchaussoy        | Niels Clausnitzer  |
| Madame Leprince     | Nelly Borgeaud           | Lis Verhoeven      |
| Jean Castelli       | Tom Novembre             | Oliver Stritzel    |
| Mademoiselle Maroge | Annick Alane             | Inge Solbrig       |
| Josette Braduelle   | Marianne Groves          | Claudia Lössl      |
| Monsieur Lanoselle  | Sam Karmann              | Joachim Höppner    |
| Robert Quintarre    | Pierre-Alexis Hollenbeck | Felix Hansmann     |

## Kritik
Im Filmdienst hieß es über die Blauen Hefte, die Inszenierung folge den formalen Konventionen des Mediums Anfang der 1990er-Jahre, sie „weist aber eine einfühlsame Bildsprache und ausgezeichnete Darsteller auf“.